# Regulus madeirensis
Il fiorrancino di Madera (Regulus madeirensis (Harcourt, 1851)) è un uccello passeriforme della famiglia dei Regulidi.

## Etimologia
L'epiteto specifico, madeirensis, è un riferimento al loro areale: il loro nome comune altro non è che la traduzione di quello scientifico.

## Descrizione

### Dimensioni
Misura 8–9 cm di lunghezza per 5-7 g di peso.

### Aspetto

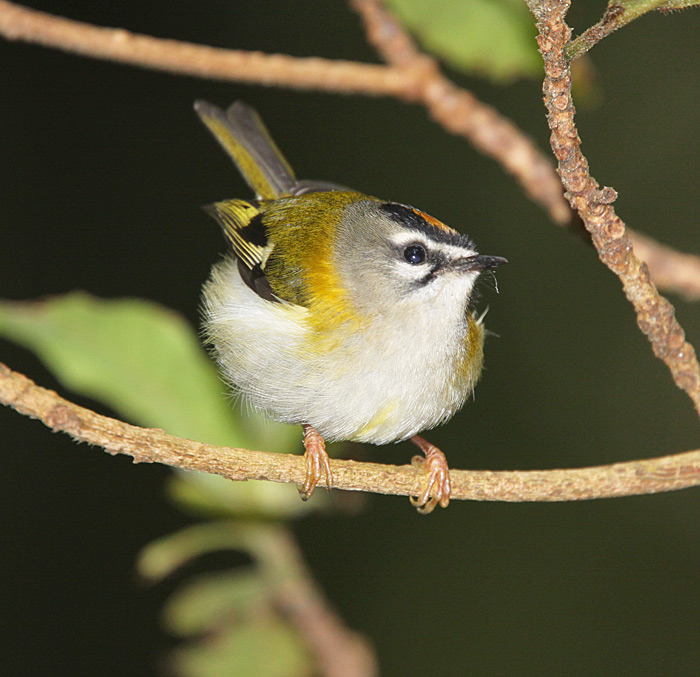
Maschio in natura

Si tratta di uccelli dall'aspetto massiccio e paffuto, muniti di grande testa arrotondata e incassata nel torso, becco corto e sottile, zampe robuste e coda dalla punta forcuta. Nel complesso, questi uccelli sono molto simili all'affine fiorrancino comune, rispetto al quale presentano becco e zampe più lunghi, più nero sulle ali e meno bianco sulla faccia.
Il piumaggio si presenta di colore verde oliva su dorso, codione e ali: queste ultime presentano remiganti con base ed orli neri, mentre le copritrici sono nere con orlo bianco e l'area scapolare presenta decise sfumature bronzee. La coda è anch'essa nera con i lati di colore verde oliva, mentre nuca e lati del collo sono di color grigio cenere, i fianchi sono di color bianco candido e gola, petto e ventre sono di colore bianco sporco. La faccia presenta sopracciglio e "lacrima" sotto l'occhio di colore bianco, mentre ai lati del becco sono presenti due bande nere, una che forma una mascherina raggiungendo l'occhio e l'altra che forma un mustacchio raggiungendo le guance: dalla fronte parte una banda anch'essa di colore nero che raggiunge la tempia, circoscrivendo il vertice che è di colore arancione scuro. I due sessi sono simili fra loro, con le femmine dalla colorazione cefalica meno estesa e vivida.
In ambedue i sessi il becco è di colore nero, le zampe sono di colore arancio e gli occhi sono di colore bruno scuro.

## Biologia
Il fiorrancino di Madera è un uccelletto estremamente vivace ed attivo, che passa la giornata in gruppi anche numericamente consistenti, dedicandosi quasi incessantemente alla ricerca di cibo fra la corteccia e le epifite, tenendosi frattanto in contatto fra loro mediante richiami acuti (ma meno rispetto al fiorrancino propriamente detto, che non reagisce ai richiami del fiorrancino di Madera, che dal canto suo invece reagisce ai richiami della sua controparte continentale).

### Alimentazione

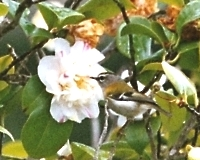
Esemplare cerca il cibo in un fiore di camelia

La dieta di questi uccelli è quasi totalmente insettivora, componendosi perlopiù di piccoli invertebrati rinvenuti fra le scanalature della corteccia o catturati in volo, privilegiando prede di grosse dimensioni (paragonate a quelle del fiorrancino di Madera) come falene e bruchi.

### Riproduzione
La stagione riproduttiva cade all'inizio dell'estate (giugno e luglio): il maschio corteggia la femmina (si tratta di uccelli monogami) cantando con le penne arancioni della testa erette e tenendosi ritto di fronte a essa.
Il nido a coppa con alti e stretti margini viene costruito fra i rami di una conifera, intrecciando ragnatele, muschio e licheni per la parte esterna e foderando l'interno con piumino e pelo: al suo interno la femmina depone fino a una decina d'uova rosate con maculature bruno-aranciate più presenti sul polo ottuso, che essa provvede a covare da sola per circa due settimane.
I pulli, ciechi ed implumi alla schiusa, vengono nutriti dalla femmina per una ventina di giorni, quando sono pronti per l'involo e vengono accuditi anche dal maschio: dopo un'ulteriore settimana passata nei pressi del nido, i giovani sono pronti per allontanarsene e disperdersi.

## Distribuzione e habitat
Come intuibile dal nome, il fiorrancino di Madera è endemico di Madera, della quale popola le zone residue di laurisilva a prevalenza di erica arborea, prediligendo le aree fra i 600 e i 1550 m di quota e colonizzando anche le aree suburbane e quelle occupate da specie introdotte come cedro giapponese, acacia ed eucalipto.

## Tassonomia

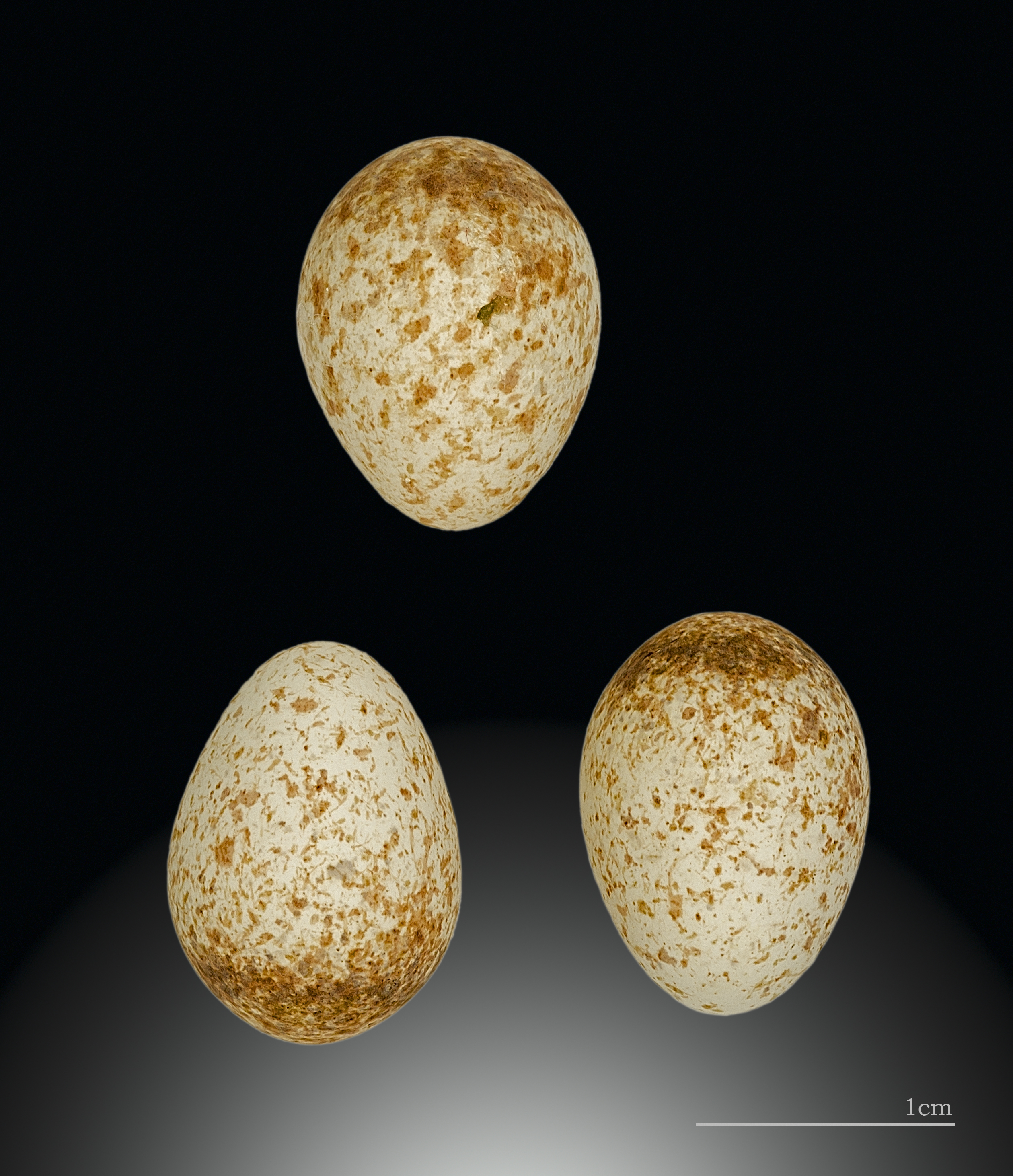
Uova in mostra al Museo di storia naturale di Tolosa

Fino a tempi recenti il fiorrancino di Madera veniva considerato una sottospecie del fiorrancino propriamente detto, col nome di Regulus ignicapilla madeirensis: le analisi del citocromo b hanno tuttavia dimostrato una certa distanza fra i genomi delle due popolazioni, quantificabile all'8,5%, la quale, comparata ad esempio col 9% di divergenza fra il fiorrancino e il regolo comune ha fatto sembrare corretta alla comunità scientifica un'elevazione del fiorrancino di Madera al rango di specie a sé stante, che ha cominciato a divergere dal fiorrancino continentale fra i 4 e i 2,5 milioni di anni fa.
La specie è monotipica.